# 東長篠
東長篠（ひがしながしの）は、愛知県知立市にある地名。現行行政地名は東長篠1丁目及び東長篠2丁目。

## 地理
知立市の中央部に位置している。

## 歴史
- 2007年（平成19年）10月5日 - 知立第三土地区画整理事業に伴い、東長篠1丁目及び東長篠2丁目を設置[1]。

### 町名の変遷
| 実施後      | 実施年月日                | 実施前（各町名ともその一部）               |
| ----------- | ------------------------- | ------------------------------------------ |
| 東長篠1丁目 | 2007年（平成19年）10月5日 | 長篠町東長篠 新地町古田 弘法町丁凪の各一部 |
| 東長篠2丁目 | 2007年（平成19年）10月5日 | 長篠町東長篠 弘法町丁凪の各一部            |

## 世帯数と人口
2019年（令和元年）8月1日現在の世帯数と人口は以下の通りである。
| 町丁   | 世帯数  | 人口  |
| ------ | ------- | ----- |
| 東長篠 | 135世帯 | 261人 |

### 人口の変遷
国勢調査による人口の推移
| 2010年（平成22年） | 271人 | [ 6 ] |  |
| 2015年（平成27年） | 262人 | [ 7 ] |  |

## 学区
市立小・中学校に通う場合、学区は以下の通りとなる。
| 番・番地等 | 小学校             | 中学校             |
| ---------- | ------------------ | ------------------ |
| 全域       | 知立市立猿渡小学校 | 知立市立知立中学校 |

## その他

### 日本郵便
- 郵便番号 : 472-0051[4]（集配局：知立郵便局[9]）。